# 大膽查理
查理一世（法語：Charles le Téméraire，1433年11月10日—1477年1月5日），是瓦卢瓦勃艮第王朝的第四代勃艮第公爵，以其绰号「大胆查理」（又译作「莽撞查理」、「勇士夏爾」）而为人熟知。大胆查理是勃艮第公爵好人菲利普（腓力三世）与葡萄牙的伊莎贝拉之子，1433年生于勃艮第公国首都第戎。1467年父亲过世后，大胆查理继承勃艮第公爵爵位。
大胆查理是力求统一法兰西王国、建立中央集权政府的国王路易十一的劲敌。他曾是反对法王集权的公益同盟的领袖。大胆查理与父亲好人菲利普一样，均谋求使勃艮第公国成为一个独立的王国。他通过武力征服等手段，使勃艮第公国的领地进一步扩张，在瑞士与低地等地取得了一定战果。大胆查理曾通过联姻取得英格兰支持，共同对抗法兰西王国。
但路易十一通过一系列手段使大胆查理陷入困境，他先是向英格兰国王赠送厚礼，换取英格兰不再支持勃艮第公国；路易十一亦曾在暗中煽动低地的叛乱，使勃艮第公国内乱。其后，路易十一又挑起勃艮第与瑞士联邦的矛盾，使勃艮第与瑞士联邦开战；他认为勃艮第公国必定会在瑞士地区折戟沉沙，后来的一系列事件证明路易十一的判断是正确的。
1477年，大胆查理在南锡战役中战死，并未留下男性继承人，法奥两国借机瓜分勃艮第公国的领土，勃艮第公国就此灭亡。

## 早年
大胆查理出生于勃艮第公国首都第戎，是勃艮第公爵好人菲利普与葡萄牙的伊莎贝拉之子；在父亲好人菲利普去世前，大胆查理的爵位是夏洛莱伯爵。
大胆查理的教父是Jean d'Auxy。大胆查理童年时是按法国人的方式养育的，他童年时还是当时还是王太子的路易十一的好友。
在继承勃艮第公爵爵位前，还是夏洛莱伯爵的大胆查理成为反对法王中央集权的公益同盟的领袖。公益同盟是法兰西王国的大诸侯组成的联盟，旨在与逐步强化中央集权的法王路易十一对抗。公益同盟与法王之间爆发的蒙特利里之战以平局告终，法王路易十一迫于压力签署孔夫朗条约，对公益同盟做出让步；因达到目的，公益同盟也宣告解散。但路易十一回到巴黎后很快反悔，拒不承认该条约。
大胆查理在继承爵位前亦曾参与对列日与根特等地叛乱的平定。1467年，大胆查理正在低地平叛时，大胆查理的父亲、勃艮第公爵好人菲利普去世。好人菲利普去世后，其所有爵位由大胆查理继承。好人菲利普时代，勃艮第公国得到了那慕尔、卢森堡以及荷兰等领地；1435年，与法王的阿拉斯条约使勃艮第公国成为一个事实上独立的国家。大胆查理继承勃艮第公爵时，勃艮第公国已拥有从勃艮第到低地的广大土地。

## 佩罗讷条约

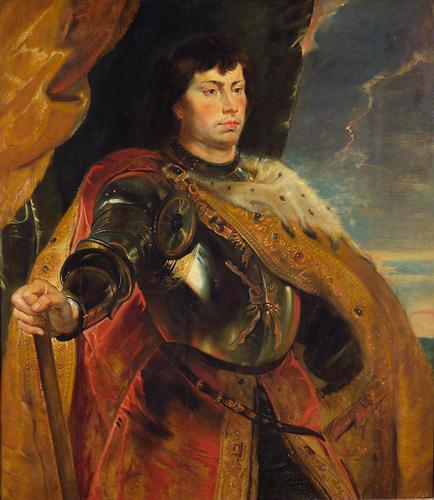
彼得·保罗·鲁本斯在1618年左右创作的大胆查理油画

大胆查理继承父亲好人菲利普的爵位后不久，1468年，路易十一发动对布列塔尼公爵与贝里公爵的战争，并在勃艮第公国加入战争前迫使布列塔尼公爵与贝里公爵签订和平条约。根据和平条约，布列塔尼与贝里需要断绝与勃艮第的盟约，并在法王与勃艮第公国爆发战争时支持法王。得知这一消息的大胆查理十分惊愕，他公开要求法王忠实执行孔夫朗条约。作为回应，路易十一邀请大胆查理与他进行磋商会谈，希望能通过会面转移大胆查理的注意力。在会面开始之前，路易十一在暗中煽动列日的叛乱者进行叛乱。大胆查理与路易十一最终于1468年在佩罗讷会面。在会面过程中，列日再度爆发大规模叛乱，使大胆查理极为愤怒。愤怒的大胆查理将会谈中的路易十一扣留，甚至曾决定杀死路易十一，扶植贝里公爵成为法王。但在扣留路易十一四天后，大胆查理决定释放路易十一。双方签订了佩罗讷条约，路易十一保证忠实地执行孔夫朗条约，并给予失去诺曼底公国的贝里公爵领土补偿。

## 对内政策
在大胆查理之前，因为勃艮第的领地十分分散，因此不得不在各地实行不同的税收政策。大胆查理取消了勃艮第境内根特等城市的特权，造成了低地城市的暴动。1469年，大胆查理在布鲁日开创了召集会议制。在这次会议上，他的财政大臣提议设置贵金属之间的固定兑换比率，以遏止相关的投机买卖:368;393。
大胆查理曾设置专门的部门，分别执行对低地金融业的管理、对领内行政事务的调查，以及征税事务的职能，譬如他在1470年代創立總稅收官一職，協調（據說）90萬杜卡特的全國稅收，當時全歐洲只有鄂圖曼蘇丹和法王的稅收才超過百萬杜卡特，說明查理的富裕程度。:393。为了避免巴黎的司法管辖权，大胆查理也曾在梅赫伦设置法院。大胆查理时期，议会也成为定期召集的机构。大胆查理往往向议会征收重税。

## 拓展领土

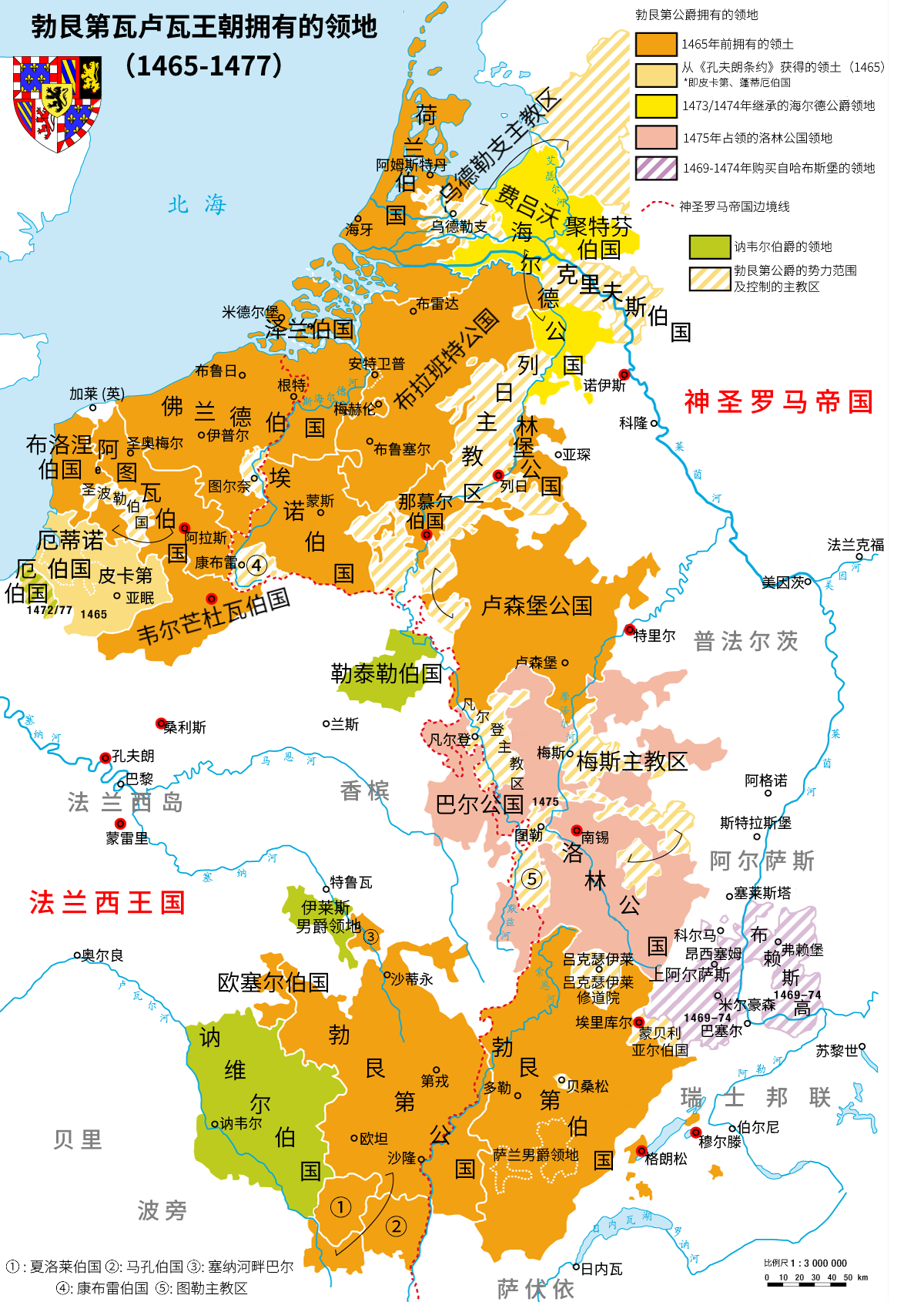
大胆查理治下的勃艮第公国领土

大胆查理在世时积极拓展领土、力求使自己治下的领地，即勃艮第地区、卢森堡，以及低地，成为一个整体。大胆查理与父亲好人菲利普有相同的目标，他们都想拥有一顶王冠，使勃艮第公国成为一个真正独立的王国。为了与路易十一抗衡，大胆查理与英格兰结为同盟。为了加强与英格兰的联系，1468年，大胆查理迎娶英格兰国王爱德华四世的妹妹的约克的玛格丽特。1469年，大胆查理从外奥地利大公西吉斯蒙德手中用金钱买下阿尔萨斯地区的费雷特伯国，以及其他一些城镇。1473年，大胆查理成功确保他能继承年老的海尔德公爵阿诺德的遗产。到这时，大胆查理只需要再征服洛林与瑞士的一些地区，似乎就可以达到他拓展领土的目标了:406-407。
大胆查理与路易十一都曾干涉英格兰的玫瑰战争，大胆查理支持约克王朝、路易十一则是支持兰开斯特王朝。玫瑰战争最后以约克王朝的胜利告终，这样的结果令路易十一不得不对大胆查理采取妥协态度。
与父亲好人菲利普一样，大胆查理曾在炮兵上投入很大精力，他麾下的炮兵十分精锐。大胆查理也曾从意大利雇佣过一大批佣兵队长。

## 内外交困
1473年，大胆查理在特里尔与当时的神圣罗马帝国皇帝奥地利大公腓特烈三世会面，腓特烈三世曾许诺帮助大胆查理加冕为勃艮第国王，但腓特烈三世却在加冕仪式举行前趁着夜色逃走，导致此事最后无疾而终:406-407。

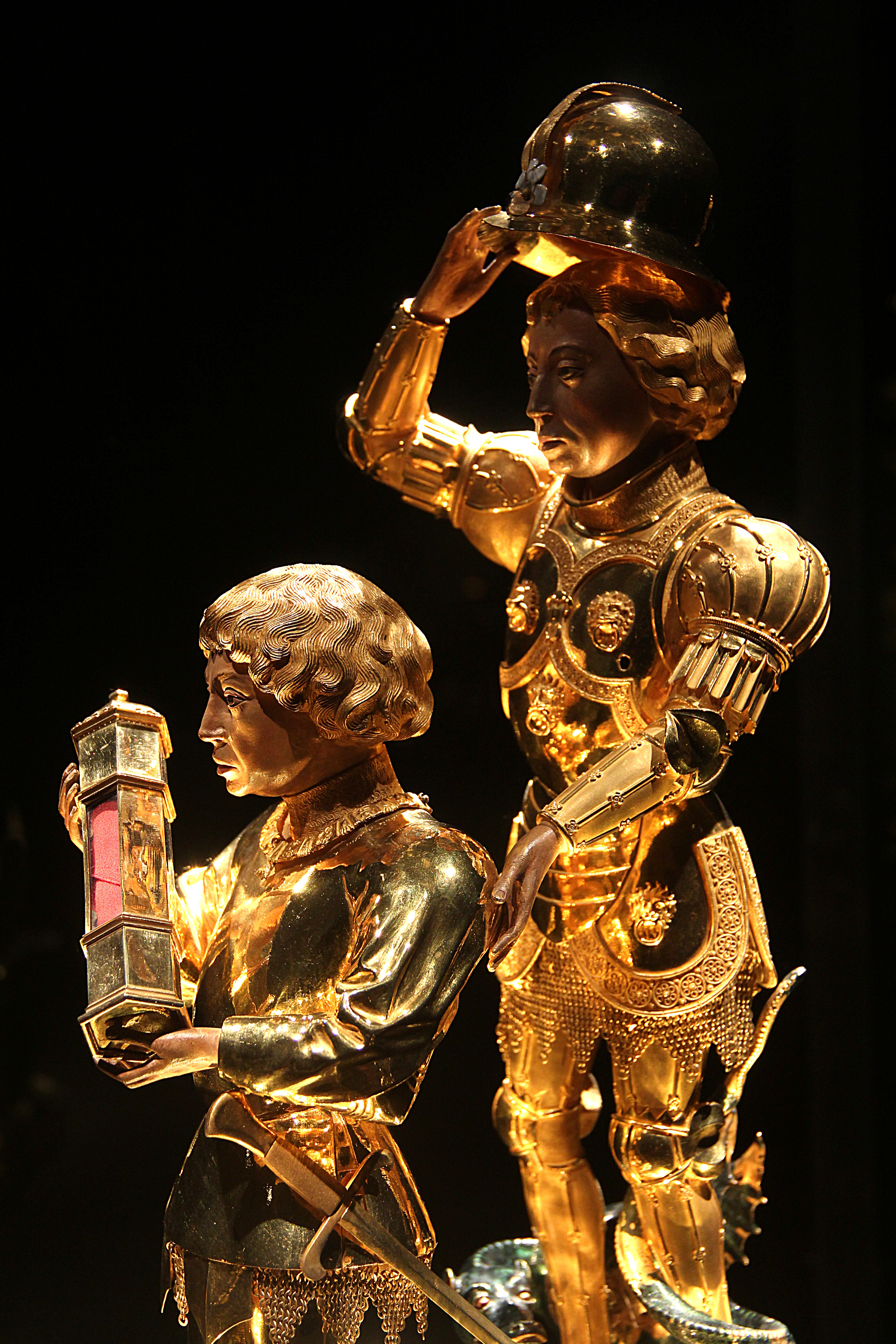
杰拉德·洛耶（GérardLoyet）製造的查爾斯·高膽的聖物，約1467-1471年。

路易十一视大胆查理为法兰西统一路上的大敌，他使用各种手段以达到消灭大胆查理的目的。《佩罗讷条约》签署后，路易十一与大胆查理时战时和。1475年，大胆查理与英格兰结盟，英格兰开始重提对法兰西王位的宣称。为了孤立大胆查理，路易十一通过贿赂英格兰国王爱德华四世以及一些英格兰的贵族，使英格兰在1475年8月断绝了与勃艮第的盟约。
在路易十一的煽动下，大胆查理与瑞士联邦及洛林公国交恶，使大胆查理与瑞士与洛林开战（是为勃艮第战争）。虽然大胆查理在战争初期取得了一些战果，夺取了包括洛林公国在内的土地，但他很快就在军事上遭遇了一系列失败。1474-1475年，大胆查理久攻小城镇诺伊斯不下，不得不放弃夺取该地的计划。虽然他在1475年11月夺下南锡，但在紧随其后的战争中，1476年，大胆查理的军队在与瑞士军队的战斗中惨败。1476年10月，大胆查理失去夺取不久的南锡:406-407。

## 战死与身后

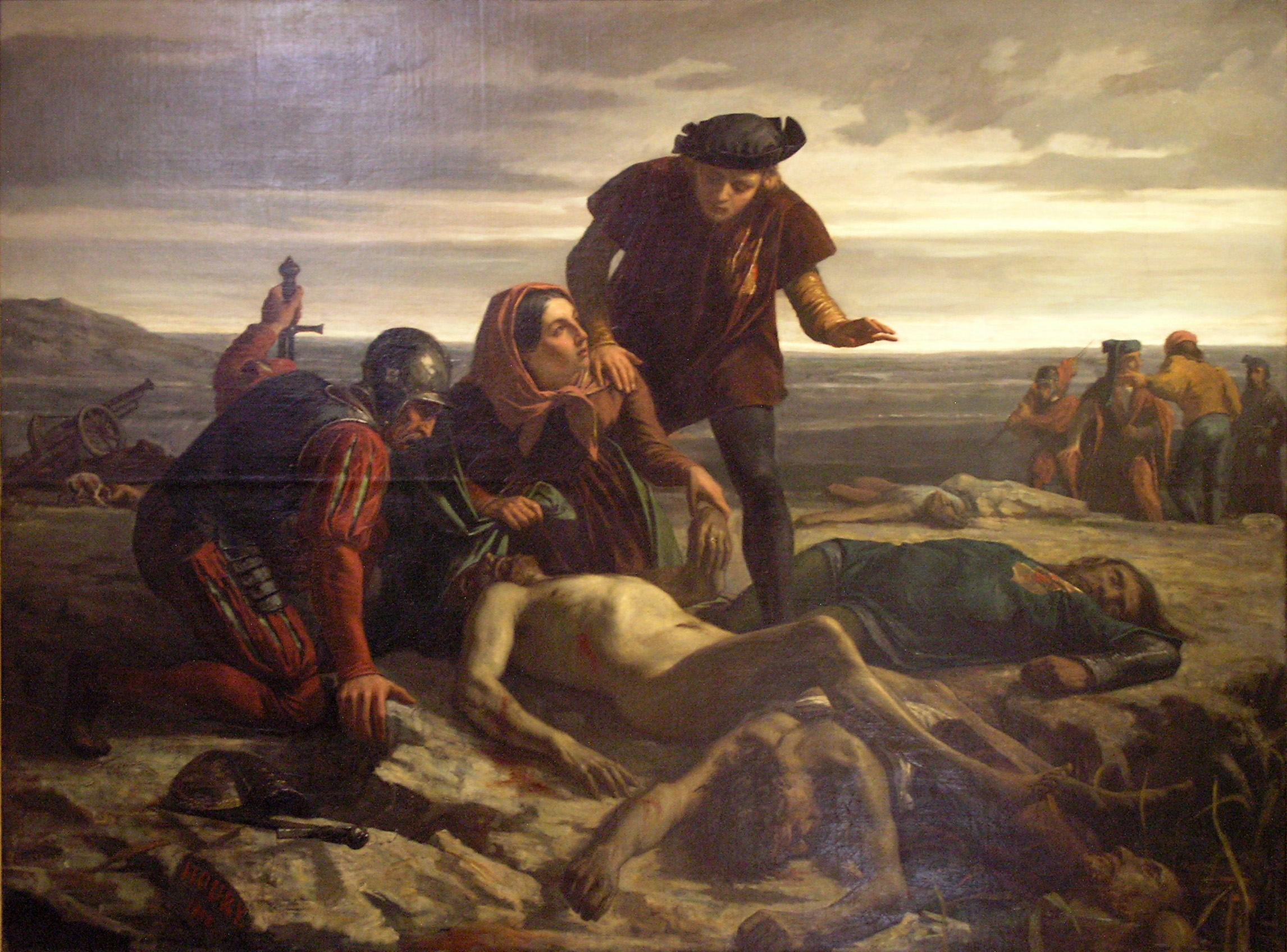
后世创作的人们在南锡战役后找回大胆查理遗体的油画

在失去南锡后，大胆查理在战略上犯下严重错误：他想在冬季重夺南锡。1477年1月5日，大胆查理在南锡战役中亲自上阵，但不幸在战斗中战死，这场战役以勃艮第军惨败收场。人们在几天后才在一条水沟里找到大胆查理面目全非的遗体，人们找到大胆查理遗体时，发现他遗体的头颅已被劈裂成两半；据信大胆查理是因头颅被斧槍砍中而死:406-407。
大胆查理的遗体最初由洛林公爵勒內二世敛葬于南锡。16世纪50年代，大胆查理之女勃艮第的玛丽后代神圣罗马帝国皇帝查理五世（也稱為夏爾二世）将大胆夏爾的遗体移往布鲁日的圣母教堂，与勃艮第的玛丽葬在一起。1979年的考古发掘中，考古人员寻获了勃艮第的玛丽的遗骨，但未找到大胆查理的遗骨。
大胆查理战死时，只留下一女勃艮第的玛丽，而勃艮第公国不承认女性的继承权，这导致勃艮第出现继承危机。勃艮第的玛丽选择嫁给后来成为神圣罗马帝国皇帝的马克西米利安，使哈布斯堡家族获得了勃艮第在低地和今法国东部一带的领地，勃艮第公爵的爵位由哈布斯堡家族持有；而勃艮第地区等领地则是由法王路易十一获取。勃艮第公国就此以大胆查理的领地被法奥两国瓜分的结局告终。

## 个人生活
大胆查理有过三段婚姻，前两段婚姻均是大胆查理父亲好人菲利普为了加强对法兰西王国的影响而安排的。1440年，时年7岁的大胆查理与法兰西的凯瑟琳结婚；法兰西的凯瑟琳于1446年去世，这段婚姻宣告终结。1454年，大胆查理与波旁的伊莎貝拉；大胆查理的第二段婚姻随波旁的伊莎贝拉1465年去世而终结。1468年，大胆查理为了加强与英格兰的联系，与英格兰国王爱德华四世的妹妹，约克的玛格丽特结婚。
大胆查理没有留下男性继承人，仅有一名女儿勃艮第的玛丽，这使他去世后勃艮第公国被法奥两国借机瓜分。
对比滴酒不沾的路易十一，大胆查理嗜酒如命，很喜欢喝酒；大胆查理的性格鲁莽，罗伯特·福西耶主编的《剑桥插图中世纪史》认为大胆查理是一位幻想家，性格轻率、傲慢，但又别具活力:399;406-407。

## 图集

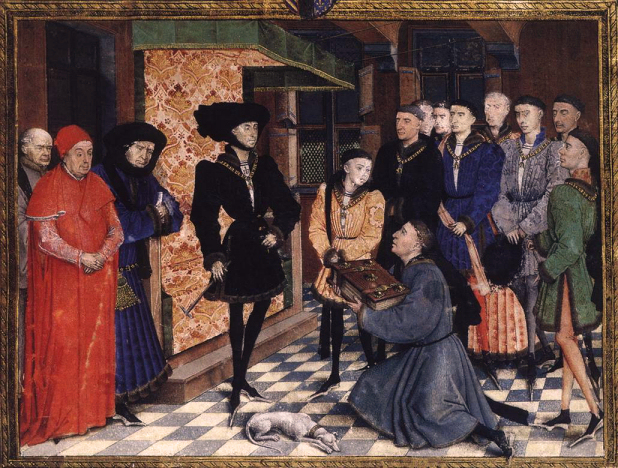
幼年时与父亲好人菲利普在一起时的大胆查理
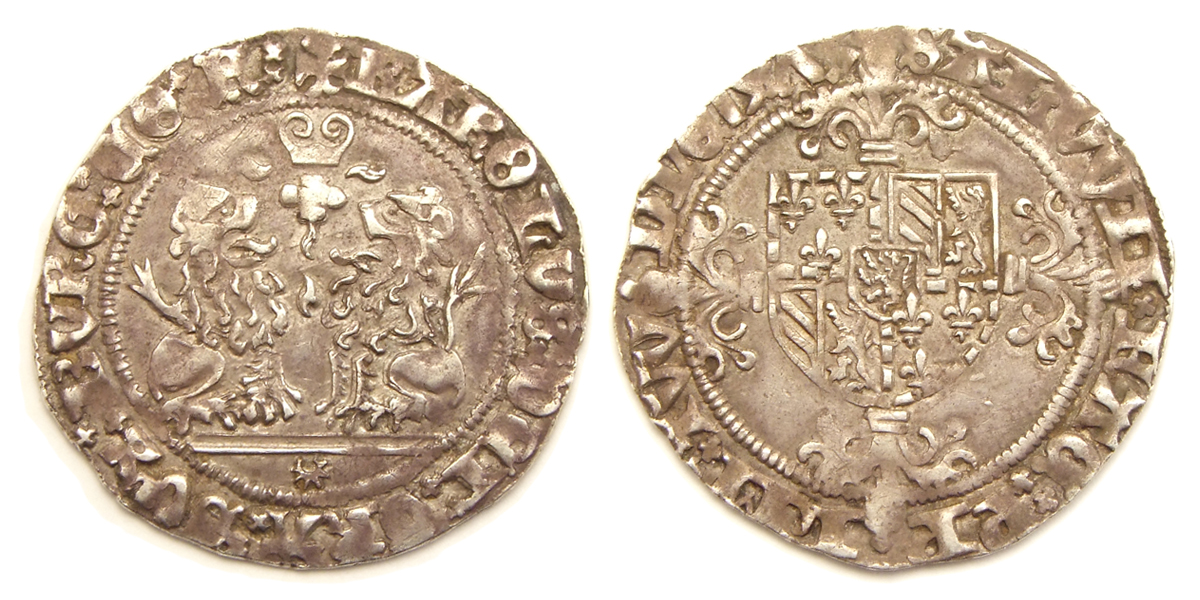
自大胆查理时期开始铸造的银币“Briquet”
大胆查理半身像版画
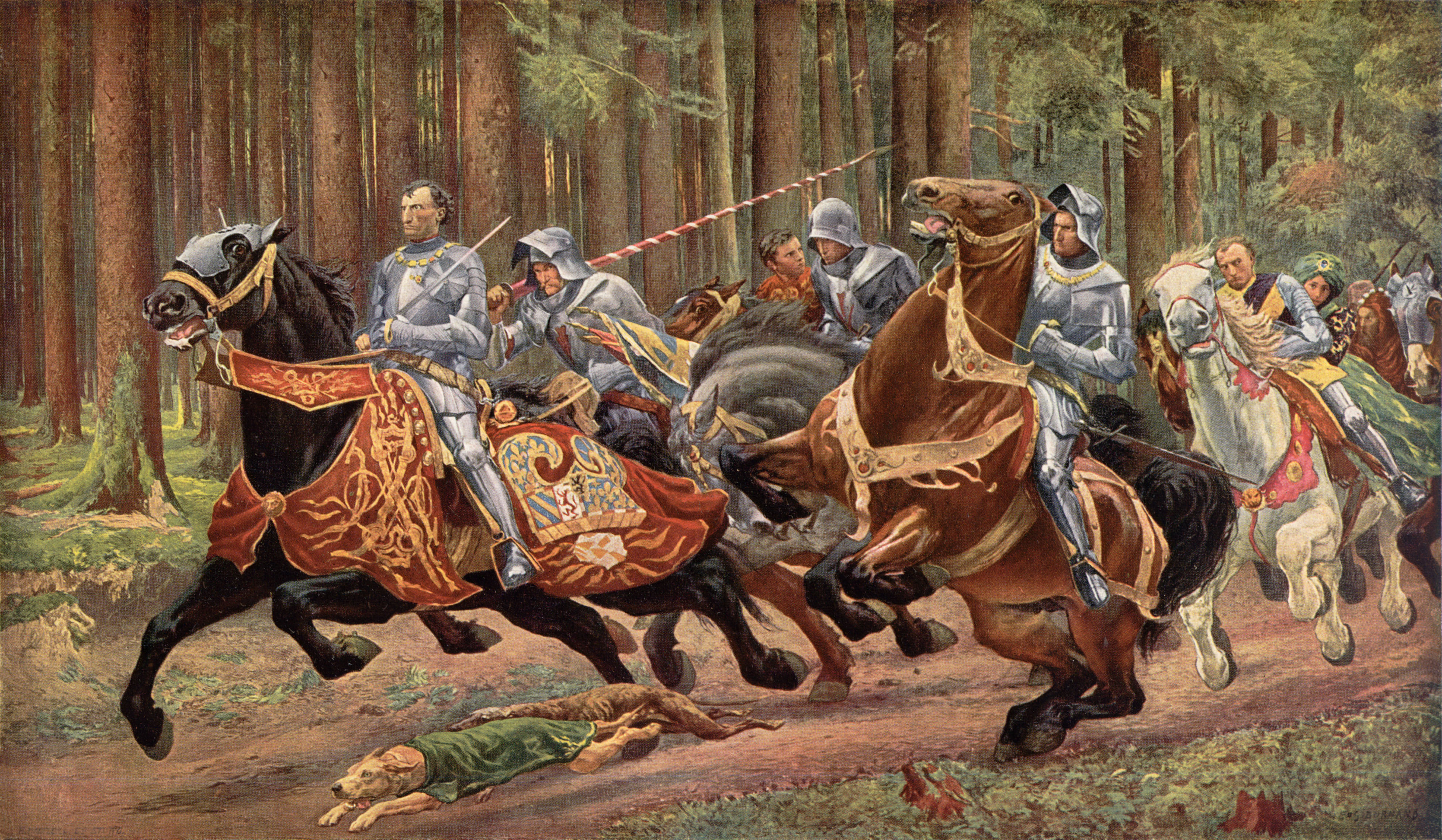
后世绘制的大胆查理在格朗松战役（英语：Battle of Grandson）兵败后逃亡时的场景图

## 拓展阅读
- Vaughan, Richard, , London: Longman Group, 1973, ISBN 0-582-50251-9.